# 图们站
图们站（中国朝鲜语：／ Domunyeok */?）是位于中华人民共和国吉林省图们市图们大路的一个铁路车站，邮政编码133100。车站建于1933年，有长图铁路和图佳铁路经过该站，距离长春站529公里，车站及其上下行区间均未电气化。车站现仅办理货运业务，办理整车普通货物业务和零散货物快运业务；此外车站还是国际联运国境站，办理中朝货物列车联运业务。车站隶属沈阳铁路局延吉车务段，是二等站。

## 历史

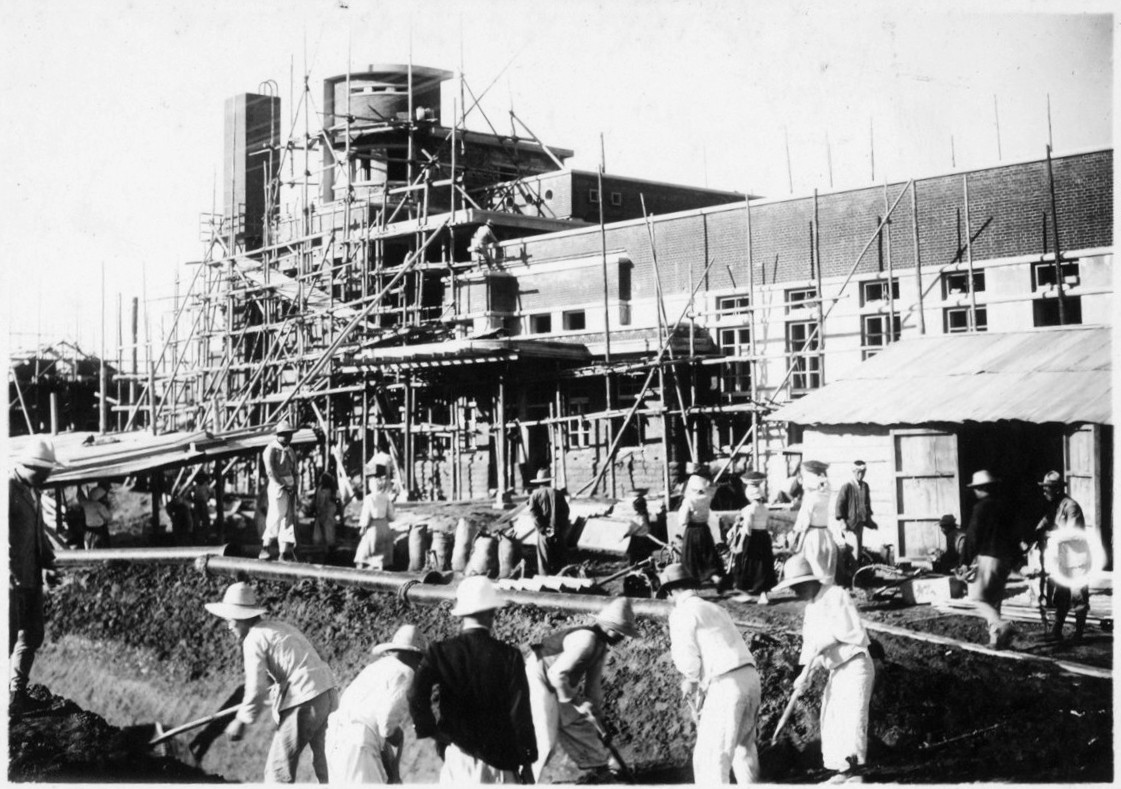
1930年代建设中的图们站

1931年日本控制中国东北全境后，为使起物资能够最快地运往日本本土，制订了“满鲜铁路直达”计划。利用佳木斯经铁路至牡丹江、图们到朝鲜的罗津、清津，再通过水运到达本土的新潟港和敦贺港，成为满洲通往日本的最短运输线。在此基础上，日本规划了长图铁路和图佳铁路。图们站随长图铁路敦图段于1933年5月建成通车，由满铁运营。图佳铁路牡丹江-图们段于1935年7月1日建成通车。
1932年8月6日连接图们和南阳的图们铁桥动工修建。1933年9月建成通车后，满洲国和朝鲜的货物列车需在车站进行换装。1935年5月22日，满洲国和日本签订《关于经过图们江国境之列车直通运转及税关手续简捷之协定》，规定两国直通运转的列车只需在图们站同时进行日满两国的清关手续:105。自此，经过图们站运输的货物大大增加。至1940年，图们站每日到发货物列车13对，其中新京至罗津1对，图们至罗津4对，图们至上三峰3对，图们至训戎1对。每昼夜通过开山屯口岸混合列车3对、货物列车2对。
1942年车站扩建，在既有站场西侧新增18股道的西编组场。1945年满洲国消亡后，中、朝两国货运列车货物继续在车站换装。1954年4月1日中国和北朝鲜正式铁路货物联运，中国铁路所有营业站和朝鲜公布的联运站间实现办理一票直达联运的整车、零担货物运输业务。1984年，中国开始利用图们-清津路线将国内货物发送至日本；1954年～1985年，图们—南阳区间平均每日开行货物列车6对，1985年增至7对。
1992年中国、北朝鲜、俄罗斯签订《关于经由图们、南阳、豆满江、哈桑运送中俄边地贸易货物协定》，中国的货物可实现过境朝鲜铁路发往俄罗斯。1995年起车站发送的国际联运货物大幅减少。2011年车站对1站台进行改造，将原先的低站台改为高站台。
2020年7月1日起，车站暂停客运业务，所有旅客列车改至图们北站到发。

## 车站结构

### 站房

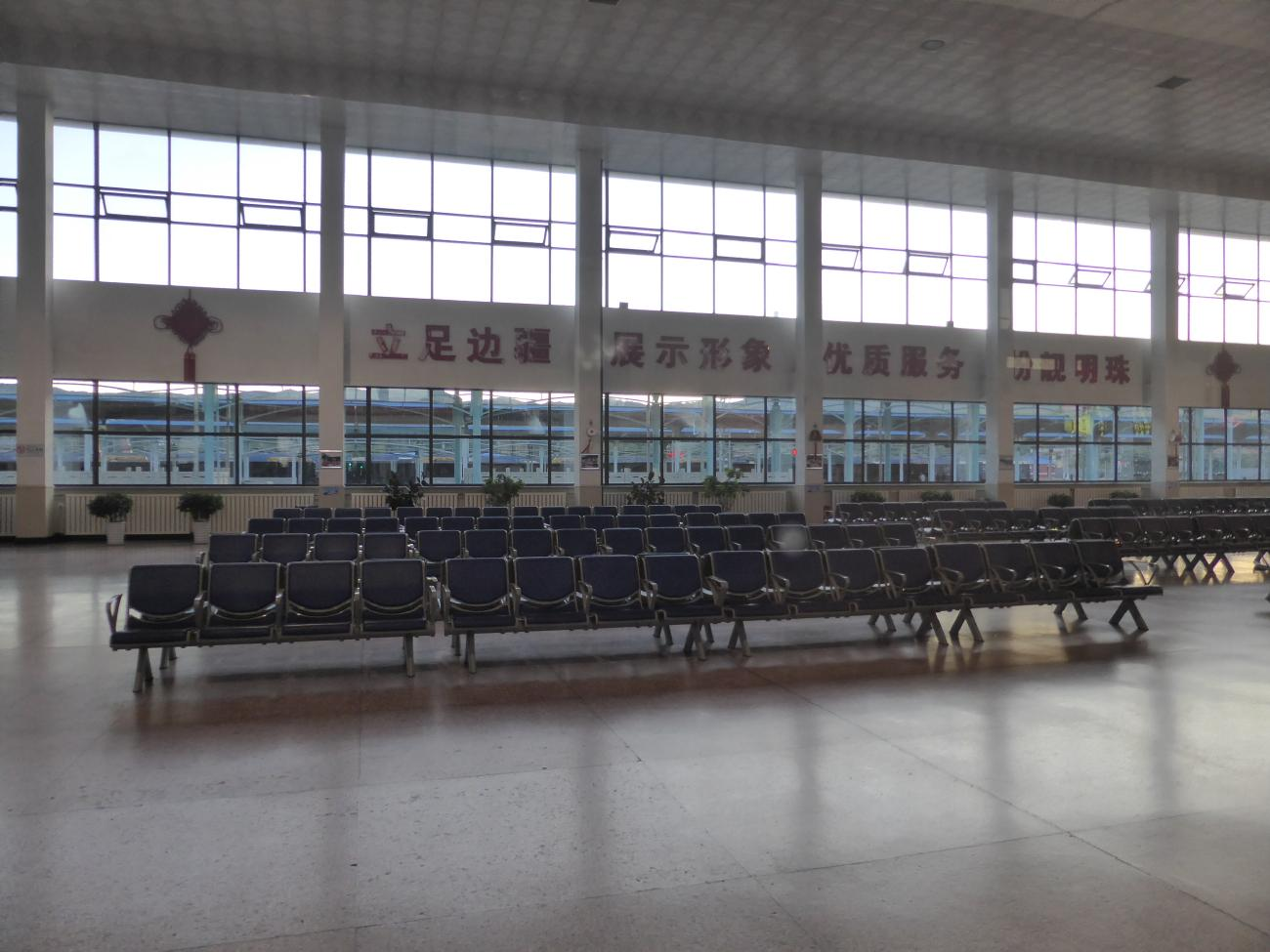
车站候车室

图们站站房建筑面积6183平方米。售票处位于站房左侧，设有6个人工售票窗口，可提供汉语和朝鲜语双语售票服务；候车室位于站房中部，可容纳3000余名旅客候车。

### 站场

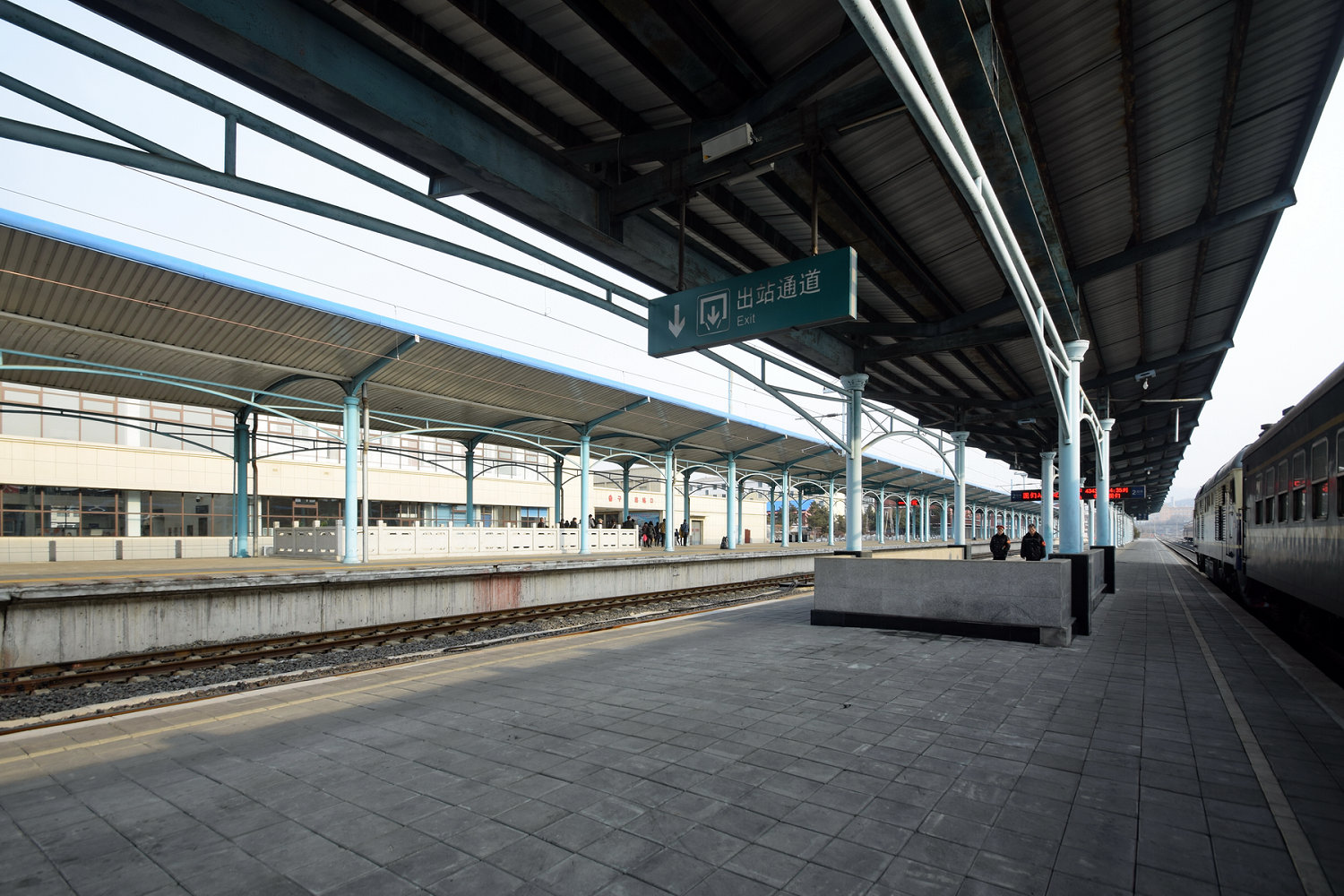
车站（南阳站方向）

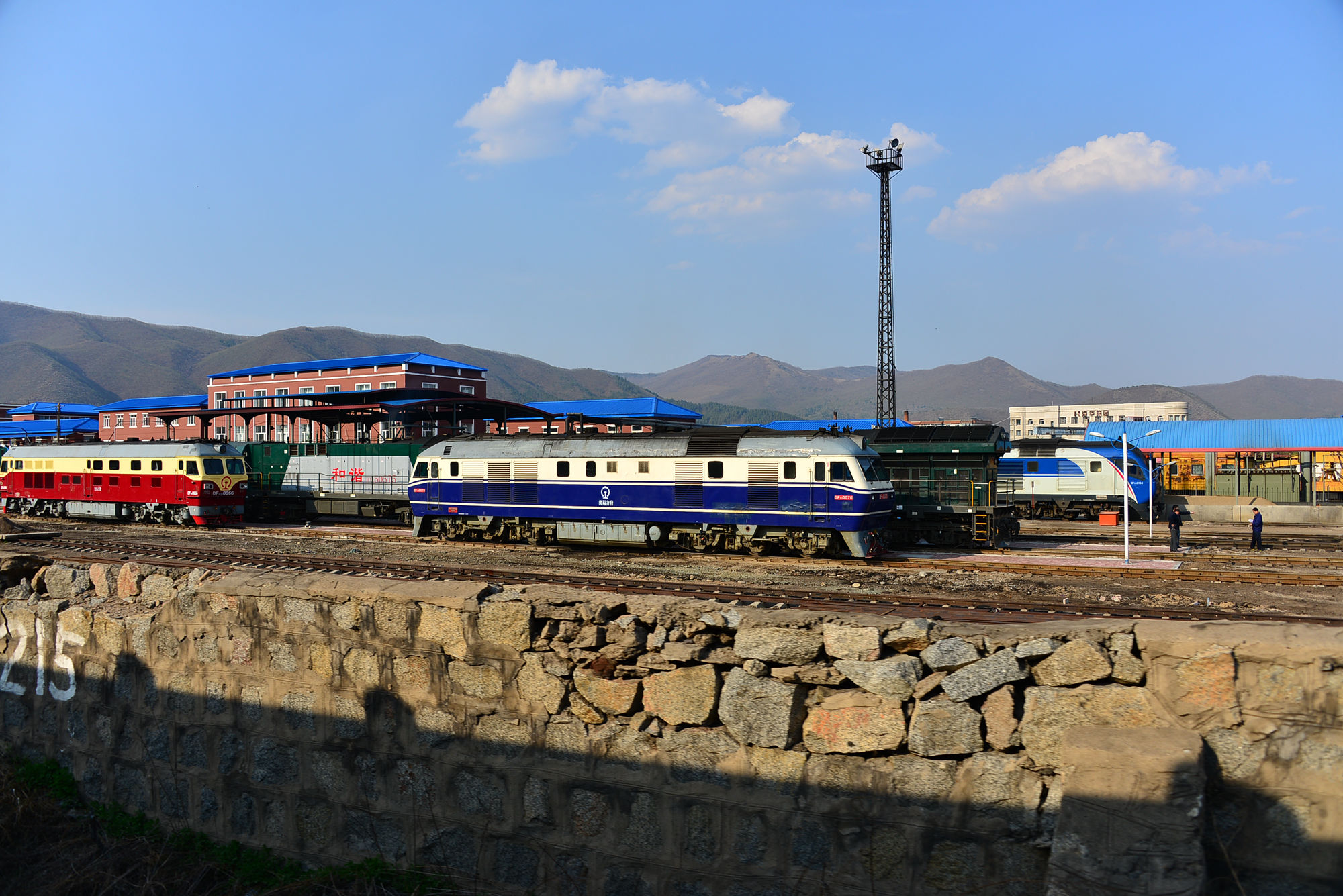
吉林机务段图们综合车间

图们站设有3座客运站台，5条到发线，其中1站台为高站台。客运站台西侧为编组场，设有6条货运线；货运线西侧为编组场，设12条编组线，月均编组能力达1300多辆，月最高可发客货列车90多列，目前日均发客货车30多列。站内设有图们铁路口岸，办理货物清关业务，驻有边防检查站、图们海关、图们出入境检验检疫局等单位。此外，车站货场设有通往海华贸易、图们制材厂、延吉货运中心、吉林机务段图们综合车间、吉林车辆段图们综合车间、和图们工务段的专用线。
| 站场 |         | 货场、编组场               |
| 站场 | 到发线  | 长图、图佳铁路 列车        |
| 站场 | 3号站台 |                            |
| 站场 | 到发线  | 长图、图佳铁路 列车        |
| 站场 | 到发线  | 长图、图佳铁路 列车        |
| 站场 | 2号站台 |                            |
| 站场 | 到发线  | 长图、图佳铁路 列车        |
| 站场 | 到发线  | 长图、图佳铁路 列车        |
| 站场 | 1号站台 |                            |
| 站房 |         | 进站口、售票、候车、检票口 |